# 嗜肺军团菌
嗜肺军团菌是一种有鞭毛、革兰氏阴性、军团菌属多形态性的短小球杆菌。嗜肺军团菌是一种原发的人类病原体，会引发军团病。

## 特征描述
嗜肺军团菌不抗酸，无孢子，无荚膜，类似于杆菌。不能分解明胶、糖类或是尿素，同时，不可参加酵解反应。嗜肺军团菌无色，也非自身荧光。氧化酶与过氧化氢酶测试阳性。β-内酰胺酶阳性。
专性需氧，在自然界可长期存活，如在蒸馏水中可存活100天以上，污水中可存活一年，对热和一般消毒剂敏感。菌落特征为灰白色，有光泽，湿润，圆形，凸起，并有特殊臭味。革兰氏染色不明显，多用镀银法或Giemsa法染色。

### 细胞膜结构
虽然是革兰氏阴性的有机体，可是它巨大的感染力是来自于它独特的细胞外膜小叶上包含有脂多糖抗原。在细胞壁侧链上携带有这些特异性菌体抗原的基部。这些与组成糖的化学组成和排列结构有关的侧链，其成分决定了菌体抗原或O-抗原的性质，这在血清学上鉴定多种革兰氏阴型菌有很大作用。现已发现35种血清型，其中不少可再分为数种亚型。
血清不仅用于血液凝集的研究，还可用于直接观察荧光标记过的组织抗体HIHI。患者体内的特殊抗体可以被荧光抗体间接检测。这项测试也已成功应用于酶联免疫吸附法与微量凝集试验。

## 发病机理
嗜肺军团菌是一种细胞兼性寄生的细菌，可入侵变形虫，或是人类的巨噬细胞内。该菌的感染力在抗体和血清补体存在下大大提高（但并非绝对需要两者存在）。该菌会因噬菌作用被伪足包裹进入巨噬细胞，之后，菌体被细胞产生的自噬体包裹起来，这却阻止了溶酶体的溶解。在这层保护之下，细菌大量繁殖。该菌利用一种型为IVB的分泌系统分泌的名为Icm/Dot（细胞器运行缺失/细胞内繁殖）宿主入侵效应蛋白。这些效应器可以提升细菌在宿主细胞的存活力。该菌会在培养液里由II型分泌系统产生一种大小约为39kDa的金属蛋白，这种蛋白对某些组织培养的细胞有毒害。II型分泌系统也是完全毒化作用的必需。
1976年，美国宾夕法尼亚州的费城举办了一次退伍军人会议，参加者中超过200人发生肺炎，其中34人罹难。经查明，这次事件的元凶是一种当时尚未发现的细菌——嗜肺军团菌（该病也因此命名为军团病）。这次事件反映了嗜肺军团菌并非小面积的人与人的传染。

## 基因组
2004年，三种类型的嗜肺军团菌的基因序列已被成功测定，这为从分子生物学层次了解嗜肺军团菌及军团菌属铺平道路。对180种嗜肺军团属的DNA序列改变的基因比对检测证实了其基因具有高塑性以及频繁的突变频率。更详细的有关其生活周期的资料是来自于对生活在其自然宿主——卡氏棘阿米巴之中的嗜肺军团菌的基因表达分布的研究。研究发现了嗜肺军团菌的生活周期分为两段，而且深入研究了其可感染、可复制的特性。

## 外部連結
- 微生物免疫學-Legionella spp.(退伍軍人桿菌屬) （页面存档备份，存于）